# Nelly Naumann
Nelly Naumann (* 20. Dezember 1922 in Lörrach als Thusnelda Jost; † 29. September 2000 in Freiburg im Breisgau) war eine deutsche Japanologin, die bedeutende Abhandlungen für die Japanforschung verfasst hat. Besonders zu erwähnen ist ihre Analyse japanischer Mythen im Zusammenhang mit dem Shintō.

## Leben
Nach dem Abitur 1941 am Hebel-Gymnasium in Lörrach studierte Naumann Japanologie, Sinologie, Völkerkunde und Philosophie in Wien. Trotz des Krieges konnte sie bereits 1946 ihre Dissertation „Das Pferd in Sage und Brauchtum Japans“ beenden und erhielt als erste Japanologin an der Universität Wien einen Doktorgrad.
Mit ihrem ersten Mann lebte sie bis 1954 in Shanghai, danach war sie an der Bayerischen Staatsbibliothek in München tätig. Von 1966 bis 1970 folgten Lehraufträge im Fach Japanische Volkskunde in Bochum, Münster und Freiburg im Breisgau. 1970 stellte sie ihre Habilitation „Das Umwandeln des Himmelspfeilers“ fertig. Dem schloss sich bis 1985 die Professur für Japanologie in Freiburg an. In zweiter Ehe war sie mit dem Japanologen Wolfram Naumann verheiratet.
Naumann erwarb sich im Zuge ihres Berufslebens durch Fachartikel zur japanischen Mythologie und Volkskunde bereits einen Ruf als originelle, breit aufgestellte Forscherin, ihre bekanntesten und einflussreichsten Schriften, Die einheimische Religion Japans (Leiden 1988–1994) und Die Mythen des alten Japan (München 1996) erschienen jedoch erst nach ihrer Emeritierung. Zu ihren Schülern zählt auch Klaus Antoni, der den von Naumann begründeten mythologischen Forschungsansatz u. a. durch seine Übersetzung des Kojiki (2012) fortführte.